# Тоголанд
Тоголанд је био немачки протекторат у западној Африци од 1884. до 1914. године. Овај протекторат је основан током освајања Африке, кад је посебни изасланик премијера Ота фон Бизмарка, немачки истраживач и империјалист Густав Нахтигал стигао у Тоговил. Дана 5. јула 1884. године, потписан је споразум с месним поглавицом Млапом III којим је Немачко царство ово подручје уз Бенински залив ставило под протекторат.
Постепено је Немачка проширила своје подручје управљања на унутрашњост земље. Подручје су унапредили бољим узгојем главних извозних добара (какао, кафа и памук), те развојем инфраструктуре. Тиме је ово подручје постало једина самоодржива немачка колонија.
Немачка управа је трајала до избијања Првог светског рата. Француске и британске снаге позвале су немачке трупе на предају 6. августа 1914. године, пошто су окупирале Ломе и почеле да напредују према радијској станици близу Камине. Колонија се предала 26. августа, пошто су немачке снаге саме уништиле станицу.
Дана 27. децембра 1916. године, Тоголанд је био подељен на француске и британске управне зоне. Након рата Лига народа је из административних разлога поделила ову територију на Француски Тоголанд и Британски Тоголанд. Током времена, француски део Тоголанда је постала данашња држава Того, док је британски део постао данашња Гана.